# Le Monde avant le Déluge
Vous lisez un « bon article » labellisé en 2025.
Le Monde avant le Déluge (en anglais The World Before the Flood) est une huile sur toile réalisée en 1828 par l'artiste anglais William Etty, et conservée à la Southampton City Art Gallery. Cette œuvre picturale constitue une interprétation visuelle d'un épisode du poème épique Le Paradis perdu de John Milton, dans lequel Adam reçoit une vision prophétique des événements précédant le Déluge biblique.
L'œuvre représente une scène élaborée où des hommes procèdent à la sélection de leurs futures compagnes parmi un groupe de danseuses. La composition traduit de manière symbolique les mécanismes sociaux et relationnels liés au mariage, tels que décrits par John Milton, qui met en lumière le processus de choix et d'engagement dans une nouvelle étape de vie. En arrière-plan, l'artiste a intégré la représentation dramatique d'une tempête menaçante, élément symbolique qui préfigure la catastrophe imminente du Déluge. Cette construction visuelle suggère une tension entre l'insouciance des protagonistes et la destruction prochaine, créant ainsi une dimension prémonitoire et allégorique particulièrement significative.
La réception de ce tableau lors de sa présentation à l'Exposition d'été de la Royal Academy en 1828 est singulièrement contrastée. L'œuvre provoque des réactions divergentes, certains critiques la célébrant comme une création artistique remarquable, d'autres la rejetant pour ses supposées insuffisances esthétiques. Initialement acquis par le marquis de Stafford, le tableau connaît une trajectoire économique défavorable, illustrant le déclin de la réputation artistique de William Etty. Vendu à deux reprises avec des moins-values significatives, en 1908 puis en 1937, le tableau est finalement intégré aux collections de la Southampton City Art Gallery. Une esquisse préparatoire, identifiée rétrospectivement en 1953, complète la compréhension de l'œuvre. Conservée à la York Art Gallery, l'esquisse est présentée conjointement avec le tableau principal lors d'une rétrospective dédiée à Etty en 2011 et 2012, qui permet la réévaluation critique de l'artiste et de son corpus artistique.

## Contexte

### Esthétiques marginales et consécrations artistiques

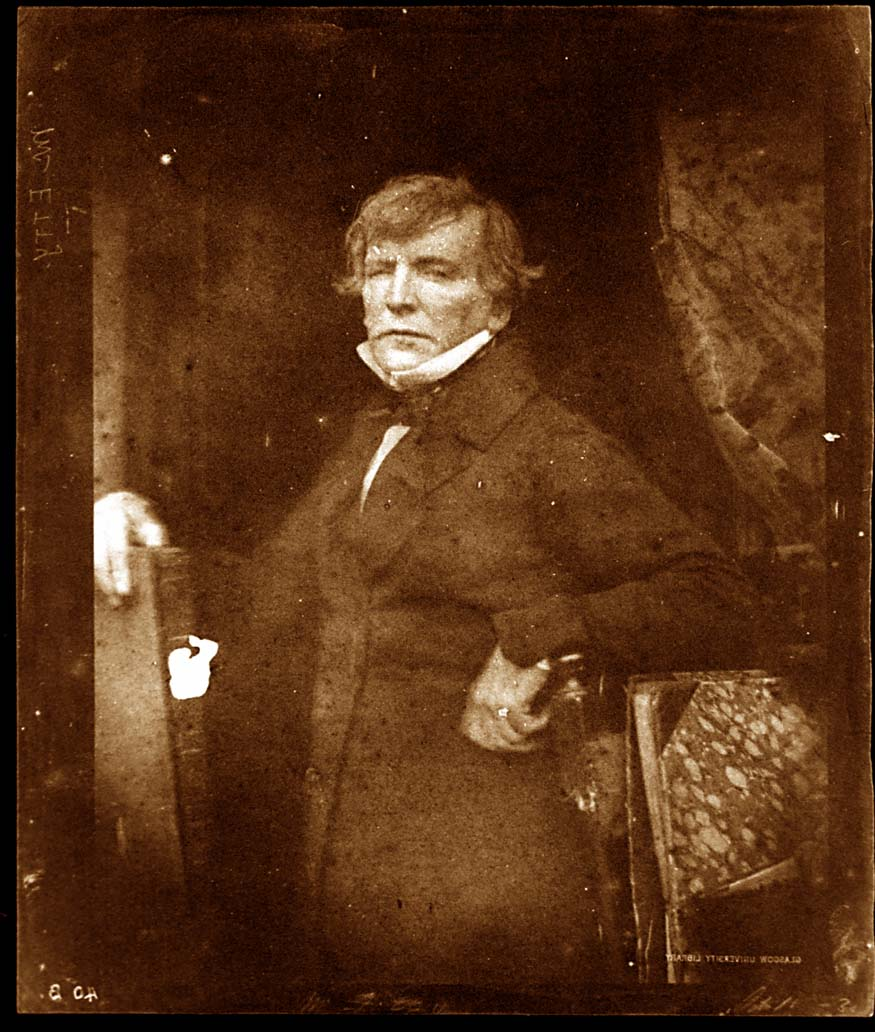
William Etty en 1844.

Originaire de York, William Etty est issu du milieu artisanal au sein duquel son père est à la fois boulanger et meunier. Sa carrière artistique prend racine dès son plus jeune âge, alors qu'il entame un apprentissage en imprimerie à seulement 11 ans auprès de Robert Peck, éditeur du journal local The Hull Packet. Après sept années de formation technique, William Etty entreprend un voyage pour Londres, animé par une ambition artistique singulière : devenir un peintre d'histoire reconnu. Son inspiration puise directement dans le patrimoine pictural européen, en particulier auprès des vieux maîtres de la Renaissance italienne comme le Titien et Pierre Paul Rubens,. Son parcours artistique se heurte initialement à un mur d'indifférence puisque les institutions culturelles majeures de son temps, la Royal Academy of Arts et la British Institution, manifestent un désintérêt marqué pour ses créations. Ses toiles, souvent ignorées ou délibérément écartées, peinent à trouver leur place dans les espaces d'exposition.
En 1821 cependant, la Royal Academy of Arts franchit un tournant décisif dans la reconnaissance de William Etty en exposant son œuvre L'Arrivée de Cléopâtre en Cilicie, tableau qui marque profondément sa trajectoire artistique. Cette œuvre, saluée par ses pairs, révèle immédiatement le talent singulier de l'artiste dans le traitement des compositions historiques complexes. Sa consécration académique intervient en 1828, lorsqu'il est élu membre de la Royal Academy of Arts,, distinction suprême dans le monde artistique britannique du XIXe siècle,. Cette reconnaissance institutionnelle sanctionne non seulement son talent technique, mais également sa contribution significative à l'art pictural de son époque. William Etty se distingue particulièrement par sa maîtrise du rendu chromatique des épidermes, en développant une approche novatrice dans la représentation des nuances et des textures corporelles. Dans la décennie suivant l'exposition de L'Arrivée de Cléopâtre en Cilicie, il approfondit cette recherche esthétique en réalisant une série de compositions figuratives s'inscrivant dans les registres biblique, mythologique et littéraire, où le nu devient un véritable langage artistique.

### Corps et scandales
Malgré la présence de quelques nus d'artistes étrangers dans des collections privées, le contexte culturel britannique du début du XIXe siècle se caractérise par une forte répression visuelle. La Proclamation de 1787, relative à la répression des comportements considérés comme immoraux, a significativement restreint la diffusion et l'exposition d'œuvres représentant le corps dénudé. William Etty émerge ainsi comme une figure singulière et provocatrice, en devenant le premier artiste britannique à faire de la représentation picturale du nu son domaine de prédilection. Ses œuvres suscitent des réactions complexes et polarisantes au sein de la société victorienne, révélant les tensions profondes entre les conventions artistiques et les normes sociales de l'époque. La réception critique de son travail présente une dichotomie significative : tandis que ses représentations de nus féminins sont fréquemment dénoncées comme indécentes et moralement répréhensibles, ses études de corps masculins bénéficient d'une réception nettement plus favorable, ce qui témoigne des paradigmes de genre et des préjugés esthétiques dominants du XIXe siècle britannique,.

## Sujet

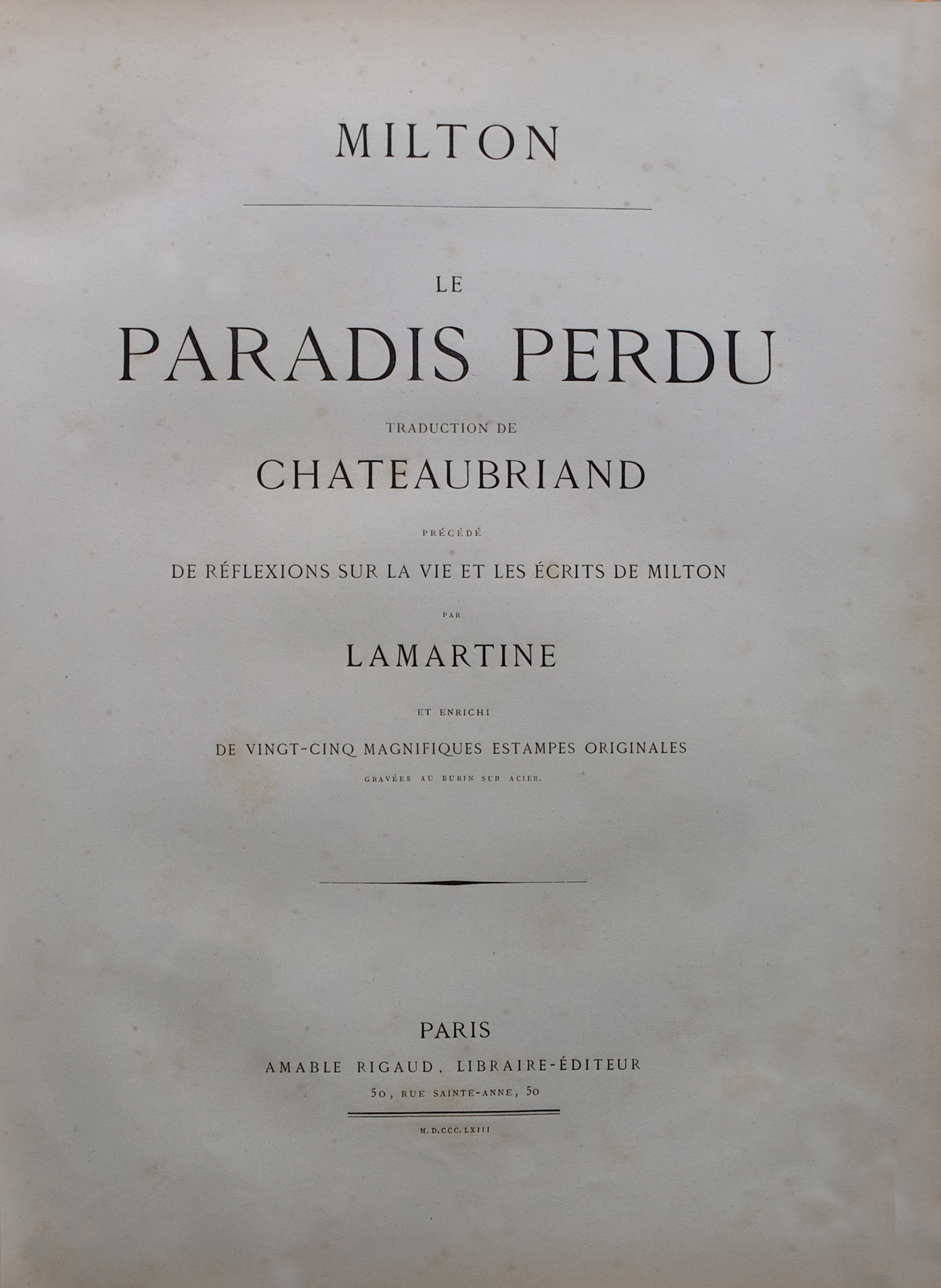
Le tableau constitue une interprétation picturale du livre XI (lignes 580-597) du Paradis perdu de John Milton, transposant graphiquement l'ekphrasis miltonienne relative à la chute originelle et à la destruction préfigurative du monde antédiluvien.

Le Monde avant le déluge opère une transposition picturale des lignes 580-597 du livre XI du Paradis perdu de John Milton. Dans cette séquence narrative, l'archange Michel révèle à Adam une vision prospective de l'humanité après l'expulsion du jardin d'Éden, mais antérieure au déluge universel. Cette configuration iconographique et textuelle établit un dialogue herméneutique direct avec le sixième chapitre de la Genèse, plus précisément le passage : « Les fils de Dieu virent que les filles des hommes étaient belles ; et ils en prirent pour femmes parmi toutes celles qu'ils choisirent. » Cette transgression ontologique des frontières sacrées va précipiter la décision divine de sanctionner l'humanité par une purification cosmique, manifestée par l'avènement du déluge,. 
La composition picturale transcrit les dynamiques relationnelles et socio-sexuelles telles que Milton les conceptualise, illustrant la transition des interactions masculines homosociales vers l'établissement de configurations conjugales et matrimoniales. Le processus créatif de William Etty révèle une exploration plastique complexe, caractérisée par des investigations successives des dispositifs de positionnement et d'interaction des figures. L'œuvre documente ainsi les mutations anthropologiques fondamentales concernant les modalités de socialisation et d'alliance, en mettant en scène le passage d'un régime relationnel collectif et masculin à un modèle fondé sur l'union hétérosexuelle et la constitution de cellules familiales. La composition du tableau a fait l'objet d'une élaboration minutieuse par l'artiste, qui a exploré plusieurs dispositions et arrangements des personnages avant d'arrêter sa configuration définitive.

## Composition

### Influence
Le Monde avant le Déluge témoigne de l'influence significative du tableau Une Bacchanale devant un terme de Pan (1632-1633) de Nicolas Poussin, une composition que l'artiste William Etty admirait profondément et dont il avait réalisé plusieurs interprétations'. Cette œuvre, acquise par la National Gallery en 1826, semble avoir inspiré une réinterprétation perspectiviste originale. Contrairement à la composition originale de Poussin, les personnages d'Adam et de Michel sont absents de la représentation. L'artiste a plutôt opté pour une narration visuelle qui place le spectateur dans la perspective d'Adam, créant ainsi un dispositif énonciatif novateur.

### Analyse
Le tableau d'Etty représente une scène bachique composée de six femmes peu vêtues, engagées dans une danse dynamique, observées par un groupe masculin. La composition met en évidence une tension corporelle et visuelle : les figures féminines présentent un incarnat prononcé, résultant simultanément de l'intensité chorégraphique et d'une expressivité suggestive. Les personnages masculins manifestent un regard éminemment objectivant, caractérisé par une contemplation scopique où chaque observateur semble projeter un désir de sélection et de possession visuelle.

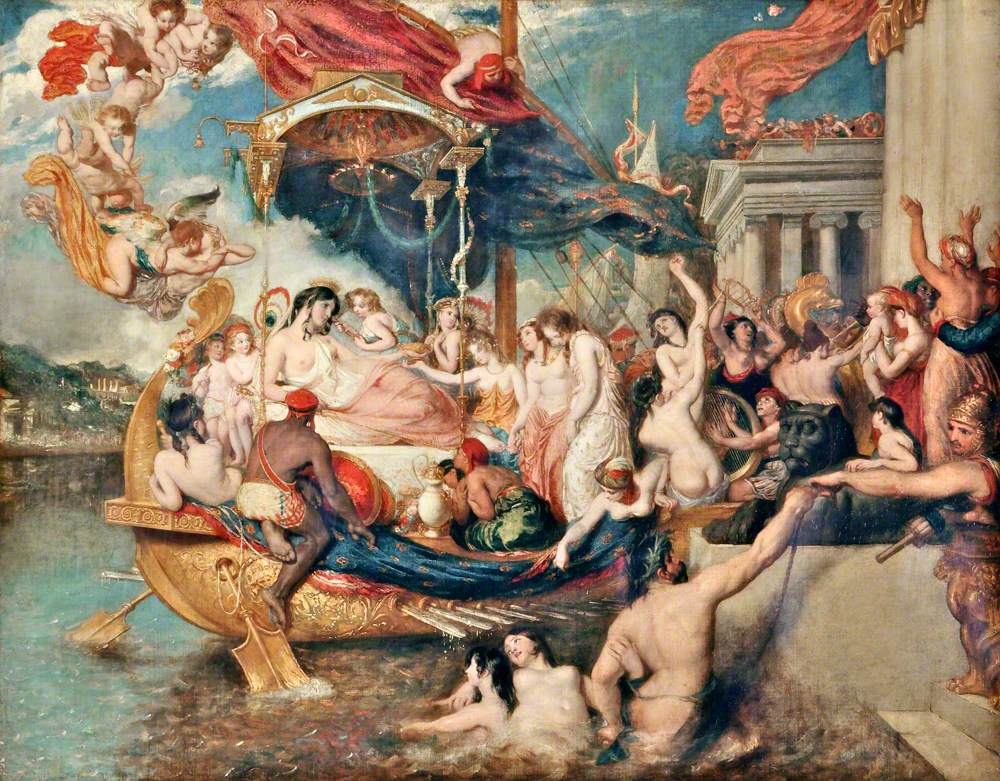
William Etty a réemployé la figure du soldat noir assis, issue de son tableau L'Arrivée de Cléopâtre en Cilicie (1821).

Dans la composition spatiale, un quintette de figures masculines observe un ensemble de six femmes en mouvement chorégraphique. Trois de ces hommes semblent engagés dans une discussion sélective relative aux danseuses, tandis que deux autres contemplent le groupe de manière plus distante. La figure masculine située à proximité immédiate du plan de perception, un homme assis, à la pigmentation foncée, constitue un élément iconographique récurrent, qui a antérieurement été représenté comme soldat dans l'œuvre Le Triomphe de Cléopâtre du même artiste. Un sixième individu masculin, ayant effectué sa sélection, manifeste une dynamique d'appropriation physique en se projetant vers l'avant et en saisissant les membres d'une danseuse à la poitrine dénudée.
Au centre de la composition, un groupe de femmes est engagé dans une danse rythmique. L'entrelacement de leurs bras et de leurs mains génère un motif plastique complexe qui constitue le point focal principal de la représentation picturale. Sur le côté droit de cet ensemble chorégraphique central, un jeune homme conduit une femme à l'écart du groupe et se dirige vers un couple allongé et intimement enlacé, situé dans l'angle droit de la toile,.
L'arrière-plan de la composition est dominé par une représentation atmosphérique suggestive : un ciel dont la tonalité s'assombrit progressivement, dont les nuages annoncent l'orage à venir. Cette configuration picturale fonctionne comme un élément symbolique préfigurant une dimension dramatique latente et suggère une menace imminente que les protagonistes de la scène semblent pourtant ignorer dans leur dynamique chorégraphique.
Une étude à l'huile du tableau, conservée à la York Art Gallery, présente une structure compositionnelle similaire à l'œuvre finale, avec une focalisation particulièrement marquée sur le groupe central de figures féminines. Dans les esquisses préparatoires et les études graphiques de William Etty pour ce tableau, la figure dansante positionnée à l'extrémité droite, vêtue d'une jupe de tonalité verte, adopte initialement une posture de contemplation extérieure, les bras en arrière, délimitant un espace plastique circulaire avec l'ensemble chorégraphique central. Dans la version définitive, cette figure opère une transformation gestuelle significative, orientant ses mouvements vers l'extérieur du dispositif circulaire. Cette modification génère un flux narratif explicite, structuré selon une progression spatiale et symbolique : depuis les figures masculines célibataires situées à gauche, en passant par l'individu procédant à une sélection conjugale, jusqu'au groupe de danseuses, puis au couple s'extrayant du cercle chorégraphique pour rejoindre les amants allongés à l'extrême droite de la composition.

### Nom de l'œuvre
Conformément à sa pratique artistique habituelle, William Etty n'attribue pas initialement de titre définitif à cette œuvre. La première présentation publique est réalisée sous l'intitulé A Composition (Une composition), explicitement référencée comme dérivée du livre XI du Paradis perdu de John Milton. L'artiste lui-même utilise successivement deux dénominations alternatives : The Bevy of Fair Women ( La Bande de belles femmes) et The Origin of Marriage (L'Origine du mariage), témoignant d'une approche herméneutique fluctuante. Lors de sa présentation à l'Exposition universelle de 1862, l'œuvre acquiert définitivement sa dénomination actuelle.

## Réception critique

### Réception négative

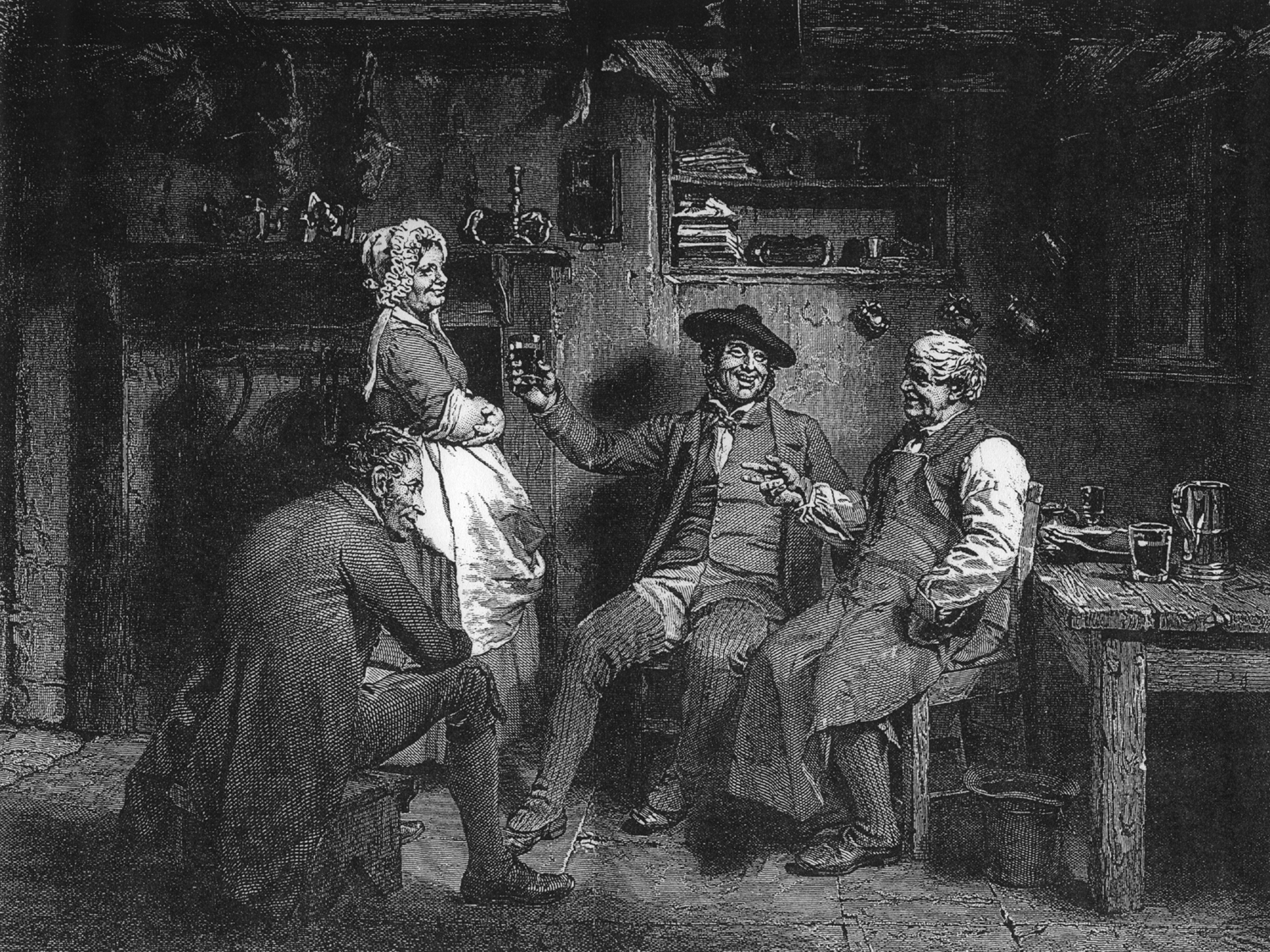
Un critique du Literary Gazette perçoit les figures féminines du tableau comme esthétiquement immorales, en les comparant aux personnages du poème Tam o' Shanter de Robert Burns.

La réception critique du tableau Le Monde avant le Déluge, ainsi que de ses deux autres œuvres exposées à l'Exposition d'été de la Royal Academy en 1828, est marquée par des appréciations divergentes,. Un commentateur de la Literary Gazette formule une critique radicale en qualifiant l'œuvre de « péché contre l'esthétique académique ». Sa critique s'articule autour de deux axes principaux : un traitement pictural du fond perçu comme « excessivement brutal » et une représentation des figures féminines s'écartant significativement des conventions iconographiques de l'époque. Le critique établit un rapprochement herméneutique provocateur, en comparant les figures féminines non aux représentations idéalisées du paradis, mais aux personnages transgressifs de Tam o' Shanter de Robert Burns, soulignant ainsi la dimension subversive de l'œuvre de William Etty.
La critique du tableau de William Etty, publiée dans les périodiques britanniques du début du XIXe siècle, met en lumière les tensions esthétiques de l'époque. Un critique anonyme du Monthly Magazine exprime un jugement sévère, dénonçant les « contorsions et les torsions » des figures, qu'il considère comme « proches des limites impardonnables » de l'art. Il critique également les tons de peau sombres de certaines figures et affirme que « le visage brun de la gitane » ternit l'image des roses et des lys, symboles de la beauté britannique traditionnelle. De son côté, le correspondant du London Magazine reconnaît certaines qualités à l'œuvre, la qualifiant d'« admirable » en termes d'esprit et d'audace, tout en soulignant des défauts techniques notables. La représentation des femmes suscite une attention particulière, le critique notant que « l'expression des visages est fade » et que les membres, bien que correctement dessinés, manquent de finesse et de dynamisme, donnant l'impression de lourdeur. Le critique s'attaque également à la progression artistique de William Etty, le qualifiant d'artiste ayant « progressé à mi-chemin sur le chemin de l'excellence classique », mais qui aurait échoué à poursuivre son développement avec la rigueur nécessaire. John Constable, un collègue de William Etty, exprime un jugement acerbe en qualifiant l'œuvre de « fête de satyres et de clochards », soulignant ainsi son caractère provocateur et marginal.

### Réception positive
La critique artistique de l'œuvre de William Etty a également suscité des échos favorables, témoignant d'une reconnaissance significative de son talent. The Examiner souligne que l'artiste avait « surpassé son ancien moi et la plupart de ses contemporains » et met en avant une évolution notable dans son travail. De même, un critique du The Mirror of Literature, Amusement, and Instruction affirme que « peu de tableaux ont attiré ou mérité plus d'attention que cette production magistrale », qualifiant les personnages de « gracieux et élégants ». L'Athenaeum quant à lui déclare que l'œuvre était « sans aucun doute le tableau le plus attrayant de toute l'exposition » et mentionne que la publication de leur critique a été retardée en raison de l'afflux de visiteurs qui rendait difficile une évaluation adéquate. Le Colburn's New Monthly Magazine reconnaît également l'œuvre comme « un autre exemple des progrès rapides que cet artiste émergent fait vers la perfection ». L'éloge le plus poétique provient de John Taylor, qui, en septembre 1828, imagine que si John Milton et Nicolas Poussin avaient été présents pour admirer le tableau, Milton l'aurait contemplé avec « joie et fierté », tandis que Poussin aurait ressenti une « pointe d'envie » en constatant que les capacités de William Etty avaient désormais surpassé les siennes.

## Historique ultérieur de l'œuvre

### Acquisition par le marquis de Stafford
En 1828, Le Monde avant le Déluge de William Etty est acquise par George Granville Leveson-Gower, marquis de Stafford, pour la somme de 500 guinées, équivalant approximativement à 54 000 livres sterling en 2023,. Cette transaction s'inscrit dans la stratégie du collectionneur de constituer un ensemble pictural mettant en valeur les représentations académiques du nu, domaine dans lequel le Titien est considéré comme une référence artistique majeure,. L'exposition marque par ailleurs un moment significatif dans la carrière d'Etty, qui voit trois de ses œuvres acquises par des collectionneurs reconnus, ce qui témoigne de la reconnaissance croissante de son talent dans le milieu artistique britannique du début du XIXe siècle. Cette vente constitue une validation importante de son approche picturale et de son statut émergent parmi les artistes de son époque.

### Controverse et éthique dans l'art du nu
À partir de 1832, confronté à des critiques récurrentes de la presse concernant l'apparente indécence et le manque de raffinement présumé de son œuvre, William Etty entreprend de conférer une dimension éthique à sa production artistique, tout en demeurant un artiste majeur dans le domaine du nu. Jusqu'à son décès en 1849, il continue de travailler et d'exposer, malgré les accusations persistantes de certains contemporains qui le perçoivent comme un pornographe. Charles Robert Leslie, commentant l'œuvre d'Etty peu après sa mort, souligne la dimension intrinsèquement artistique de son travail : Etty n'avait nullement l'intention de choquer, mais il demeurait profondément inconscient de la réception potentiellement controversée de ses compositions par un public aux sensibilités plus conservatrices. L'intérêt critique pour l'œuvre de William Etty décline progressivement avec l'émergence de nouveaux courants picturaux en Grande-Bretagne, et à la fin du XIXe siècle, la valeur marchande de ses productions artistiques diminue significativement par rapport à leurs estimations originelles.

### Dernier parcours de l'œuvre
Le Monde avant le Déluge présente une trajectoire historique et muséale significative. Initialement vendu à F. E. Sidney en 1908 pour 230 guinées (équivalent approximatif de 30 000 livres sterling en 2024), le tableau est ultérieurement acquis par la Southampton City Art Gallery en 1937 pour 195 guinées (environ 16 000 livres sterling en 2024), où il demeure encore en 2016. Après sa première présentation publique en 1828, l'œuvre est exposée dans plusieurs événements artistiques majeurs au cours du XIXe siècle. L'esquisse préliminaire, initialement propriété de Thomas Lawrence, connaît un parcours tout aussi intéressant. Après le décès de Lawrence en 1830, l'esquisse est vendue sous le titre Une scène bachique (A Bacchanalian Scene) pour 27 guinées (approximativement 3 100 livres sterling en 2024), puis revendue sous l'intitulé Paysage avec personnages (Landscape with Figures) en 1908. En 1953, cette esquisse est formellement identifiée comme une étude préparatoire pour Le Monde avant le Déluge et acquise par la York Art Gallery, où elle est conservée encore en 2016. Un moment historique est atteint lors de la rétrospective consacrée à William Etty à la York Art Gallery en 2011 et 2012, où les deux versions du tableau sont présentées conjointement, permettant une analyse comparative approfondie.